# José Ramón Brisquet
José Ramón Brisquet (fl. 1853-1898) fue un compositor y maestro de capilla español del siglo XIX. Su apellido también se ha transcrito como Briquet, Bisquert o Bisquet.

## Vida
Es muy poco lo que se conoce de la vida de Brisquet. Ruiz de Lihroy afirma que era hermano de Juan Brisquet, organista de la Colegiata de Gandía, y tío de José Ramón, también organista de la misma colegiata.

### Estancia en Cuenca
Fue cura de Villar del Águila, en la provincia de Cuenca, de donde pasó a ser organista de la Catedral de Cuenca, tomando posesión del cargo el 28 de febrero de 1853. El organista titular de la Catedral, Nicolás Sabas Gallardo, había fallecido en los últimos días de 1848 o los primeros de 1849, dejando el cargo vacante. Inicialmente el organista segundo, Juan Julián Lozano, tomó las responsabilidades, pero el cabildo decidió realizar unas oposiciones. Tras diversos retrasos y aplazamientos, el 3 de diciembre de 1852 la reina Isabel II firmó un real decreto nombrando a José Ramón Brisquet para el cargo. La Reina justificó posteriormente el hecho en un real título.

Dª. Isabel Segunda, por la gracia de Dios y por la Constitución de la monarquía española Reina de las Españas.

Reverendo en Cristo Padre Obispo de Cuenca, dicho Provisor y Vicario General u otra cualquiera persona que para lo aquí contenido tuviese poder, sabed que en uso del derecho de presentación y nombramiento de Prebendas y Beneficios Eclesiásticos que compete a mi Corona, con arreglo al último Concordato y teniendo presente lo dispuesto en varios Decretos expedidos por mí, de acuerdo con el M. R. Nuncio Apostólico, en estalarse para llevar a puerto y debido efecto el expresado Concordato, en consideración a las circunstancias que concurren en D. José Ramón Vrisquet [sic], 
Cura Párroco de Villar del Aguila, en esta Diócesis, por otro mi Real Decreto de tres de diciembre último, he tenido a bien nombrarle para la plaza de Beneficiado Organista de esta Iglesia Catedral, mediante no haber dado resultado las oposiciones convocadas a el efecto y reunir los conocimientos indispensables para su desempeño. Por tanto, por el presente digo y nombro a el expresado D. José Ramón Visquet para la referida plaza de Beneficiado Organista vacante, y os ruego y encargo que presentándose ante vos con este mi Real Título dentro de sesenta días, contados desde su fecha, previo el correspondiente juramento, concurriendo en su persona las cualidades que se requieren para obtener la enunciada plaza de Beneficiado, le hagáis colación, y canónica institución de ella, y dadle su posesión, y sirviéndola y residiéndola según fuere obligado, haced se le acuda con la resignación que le corresponda con arreglo a las disposiciones vigentes, en inteligencia de que no tomando posesión de la mencionada plaza de Beneficiado dentro del término que va señalado, quede nula y sin efecto esta gracia conforme esta resuelto por regla general.

Y de este Título se ha de tomar razón en la Dirección General de Contribuciones Directas la cual expresara haberse satisfecho los derechos de expedición, sin cuya formalidad será de ningún valor ni efecto.

Dada en Palacio a trece de enero de mil ochocientos cincuenta y tres.

La Reina.

Las tensiones entre Brisquet y el cabildo conquense fueron constantes. El cabildo no le dejaba olvidar que no había aprobado unas oposiciones y que por lo tanto no podían juzgar su calidad como organista. Al mes de ocupar el puesto, el cabildo le había prohibido tocar el órgano y le retiró las llaves, mientras realizaba un plan de obligaciones del organista. A finales de 1853, con ocasión de las oposiciones a sochantre, se produjo tal enfrentamiento entre Briquet y el cabildo que le impusieron tres multas consecutivas, a cual más severa. En 1854, durante una visita a su tierra natal se contagió de cólera y tuvo que mantenerse alejado de la catedral durante 7 meses.

### Magisterio en Orihuela
Desde el magisterio de José Gil Yuncar de 1833 a 1843, el estado del cargo en la Catedral de Orihuela resultaba complicado. Gil Yuncar fue apartado en 1836 del magisterio por sus ideas políticas y fue sustituido de forma interina por Tomás Vea, organista, que a su vez, con el cambio de gobierno sufrió el destierro en Monóvar, provincia de Alicante. Tras la partida de Gil Yuncar a la Catedral de Cartagena en 1843, los organistas Tomás Vea y Joaquín Cascales se turnaron en la responsabilidad. Con el concordato de 1851 el cargo de maestro de capilla desaparecía y se refundía con el de organista, que tomaba ambas responsabilidades. En 1855 José Cot Font fue nombrado canónigo magistral de la Catedral de Orihuela y hasta 1866 realizó funciones de maestro de capilla de forma interina, a pesar de no tener ningún cargo oficial relacionado con la capilla de música. Ese mismo año de 1855 se organizaron unas oposiciones para ocupar de forma oficial el cargo de organista primero y maestro de capilla que ganó José Ramón Brisquet.
El 18 de mayo de 1855 Brisquet solicitó en Cuenca permiso para presentarse a las oposiciones de la Catedral de Orihuela. Una semana después solicitó un certificado de conducta, que el cabildo realizó «con la recomendación mayor que sea posible». Parece ser que el cabildo quería deshacerse del maestro. El 5 de noviembre de 1855 se recibió la noticia de que había ganado las oposiciones, por lo que fue sustituido en Cuenca por el organista Manuel María Caballero. Tomó posesión del cargo el 10 de septiembre de 1855.
Se mantendría en el cargo hasta 1898, cuando se tuvo que retirar por sufrir de cataratas. Fue sustituido de forma interina por Carlos Moreno Soria, a pesar de que su título oficial no pasó de «ayudante del segundo organista», hasta 1903, cuando el cargo fue ocupado por Andrés Reverte.

## Obra
- Concierto para dos órganos, Cuenca, 1852;
- Himno para orquesta y órgano, Orihuela (Alicante).[2]